# Synsphyronus hadronennus
Synsphyronus hadronennus är en spindeldjursart som beskrevs av Harvey 1987. Synsphyronus hadronennus ingår i släktet Synsphyronus och familjen gammelekklokrypare. Inga underarter finns listade i Catalogue of Life.